# Kaersutita
La kaersutita es un mineral, silicato de sodio, calcio, magnesio aluminio y titanio, perteneciente al supergrupo de los anfíboles y dentro de ellos al grupo de la kaersutita. Se describió en 1884 por Lorenzen como una especie mineral, dado que se trataba de un anfíbol con un contenido elevado de titanio, a partir de ejemplares procedentes de Østerfjeld, Qaarsut (antes llamado Kaersut), en la península de Nuussuaq  (Groenlandia). El nombre hace referencia a la localidad tipo.

## Propiedades físicas y químicas
La característica química fundamental de la kaersutita, que la diferencia de otros anfíboles, es su contenido elevado de titanio. Forma una serie con la ferri-kaersutita, en la que el aluminio de la posición C3+ de la estructura está substituido por hierro. Puede aparecer como cristales de un tamaño superior a los 10 cm, formando xenolitos en rocas volcánicas. Estos cristales tienen morfología sencilla, con las caras irregulares, con aspecto de fundidas. El mineral es opaco en muestras de mano, aunque puede observarse como traslúcicdo o transparente po microscopía de lámina delgada.

## Yacimientos
La kaersutita es un mineral relativamente frecuente. Aparece en la localidad tipocomo cristales centimétricos incluidos en feldespato en segregaciones que forman parte de un sill de peridotita que atraviesa las areniscas del Devónico. En los diques de lamprófidos encajados en el granito de Panticosa, en Huesca (España) se encuentran cristales de hasta 8 cm. Es un mineral relativamente frecuente, como xenolitos en rocas volcánicas. En el volcán de Fuentillejo, en Ciudad Real (España), se encuentran cristales de hasta 5 cm, de color negro. Son muy conocidos los ejemplares que aparecen en varias localidades de la República Checa,e specialmente en Vlčí hora,  Černošín,  distrito de Tachov (Pilsen).